# Penzenried
Penzenried ist ein Gemeindeteil der Gemeinde Offenberg im niederbayerischen Landkreis Deggendorf. Bis 1973 bildete es eine selbstständige Gemeinde.

## Lage
Das Dorf liegt dreieinhalb Kilometer nördlich von Offenberg auf dem Plateau eines Höhenzuges südlich des Bernrieder Bachs. Durch den Ort verläuft die Kreisstraße DEG 44.

## Geschichte
Die Gemeinde Penzenried gehörte seit der Gründung zum Landgericht Deggendorf und wurde aus Teilen der Steuerdistrikte Haid und Offenberg gebildet, sie wechselte zum 1. Oktober 1839 zum neu gegründeten Landgericht Bogen und wurde am 1. Oktober 1857 wieder in das Landgericht Deggendorf umgegliedert. Sie bestand aus zwölf Gemeindeteilen, dem Kirchdorf Aschenau, den Weilern Kronwinkling, Nassau, Oberried und Penzenried und den Einöden Arndorf, Haidmühle, Hartham, Hötzmann, Laubberg, Löchelsau und Maiberg. Durch die Eingliederung der Gemeinde Penzenried in die Gemeinde Offenberg zum 1. Juli 1973 wurde das Dorf ein Ortsteil dieser Gemeinde. Die Gemeindefläche betrug rund 623 Hektar.
Der Ort gehört zur katholischen Pfarrei Neuhausen.

### Einwohnerentwicklung des Dorfes
- 1838: 074 Einwohner[7]
- 1860: 077 Einwohner[8]
- 1871: 065 Einwohner[4]
- 1875: 072 Einwohner[9]
- 1885: 061 Einwohner[6]
- 1900: 063 Einwohner[10]
- 1913: 060 Einwohner[11]
- 1925: 058 Einwohner[12]
- 1950: 058 Einwohner[13]
- 1961: 045 Einwohner[5]
- 1970: 052 Einwohner[14]
- 1987: 052 Einwohner[15]

## Baudenkmäler
Zentral im Ort liegt eine kleine denkmalgeschützte Kapelle mit Steildach und Dachreiter, errichtet im 19./20. Jahrhundert.